# Saint-Maurice-Thizouaille
Saint-Maurice-Thizouaille ist eine französische Gemeinde mit 255 Einwohnern (Stand 1. Januar 2022) im Département Yonne in der Region Bourgogne-Franche-Comté; sie gehört zum Arrondissement Auxerre und zum Kanton Charny Orée de Puisaye. Der Ort liegt am Ufer des Flusses Tholon.

## Geografie
Saint-Maurice-Thizouaille liegt westlich des Zentrums des Départements Yonne  ca. 15 Kilometer nordwestlich von Auxerre.
Umgeben wird Saint-Maurice-Thizouaille von den vier Nachbargemeinden:
|               | Chassy                                      |                   |
| Le Val d’Ocre | Kompassrose, die auf Nachbargemeinden zeigt | Poilly-sur-Tholon |
|               | Saint-Maurice-le-Vieil                      |                   |

## Bevölkerungsentwicklung
| Saint-Maurice-Thizouaille: Einwohnerzahlen von 1793 bis 2016                                                               | Saint-Maurice-Thizouaille: Einwohnerzahlen von 1793 bis 2016 | Saint-Maurice-Thizouaille: Einwohnerzahlen von 1793 bis 2016 | Saint-Maurice-Thizouaille: Einwohnerzahlen von 1793 bis 2016 | Saint-Maurice-Thizouaille: Einwohnerzahlen von 1793 bis 2016 |
| --- | ------------------------------------------------------------ | ------------------------------------------------------------ | ------------------------------------------------------------ | ------------------------------------------------------------ |
| Jahr |                                                              |                                                              |                                                              | Einwohner                                                    |
| 1793 | 1793                                                         |                                                              | 227                                                          | 227                                                          |
| 1800 | 1800                                                         |                                                              | 236                                                          | 236                                                          |
| 1806 | 1806                                                         |                                                              | 256                                                          | 256                                                          |
| 1821 | 1821                                                         |                                                              | 262                                                          | 262                                                          |
| 1831 | 1831                                                         |                                                              | 289                                                          | 289                                                          |
| 1836 | 1836                                                         |                                                              | 313                                                          | 313                                                          |
| 1841 | 1841                                                         |                                                              | 291                                                          | 291                                                          |
| 1846 | 1846                                                         |                                                              | 286                                                          | 286                                                          |
| 1851 | 1851                                                         |                                                              | 319                                                          | 319                                                          |
| 1856 | 1856                                                         |                                                              | 306                                                          | 306                                                          |
| 1861 | 1861                                                         |                                                              | 327                                                          | 327                                                          |
| 1866 | 1866                                                         |                                                              | 339                                                          | 339                                                          |
| 1872 | 1872                                                         |                                                              | 363                                                          | 363                                                          |
| 1876 | 1876                                                         |                                                              | 359                                                          | 359                                                          |
| 1881 | 1881                                                         |                                                              | 354                                                          | 354                                                          |
| 1886 | 1886                                                         |                                                              | 350                                                          | 350                                                          |
| 1891 | 1891                                                         |                                                              | 354                                                          | 354                                                          |
| 1896 | 1896                                                         |                                                              | 310                                                          | 310                                                          |
| 1901 | 1901                                                         |                                                              | 297                                                          | 297                                                          |
| 1906 | 1906                                                         |                                                              | 275                                                          | 275                                                          |
| 1911 | 1911                                                         |                                                              | 257                                                          | 257                                                          |
| 1921 | 1921                                                         |                                                              | 232                                                          | 232                                                          |
| 1926 | 1926                                                         |                                                              | 221                                                          | 221                                                          |
| 1931 | 1931                                                         |                                                              | 211                                                          | 211                                                          |
| 1936 | 1936                                                         |                                                              | 193                                                          | 193                                                          |
| 1946 | 1946                                                         |                                                              | 209                                                          | 209                                                          |
| 1954 | 1954                                                         |                                                              | 207                                                          | 207                                                          |
| 1962 | 1962                                                         |                                                              | 196                                                          | 196                                                          |
| 1968 | 1968                                                         |                                                              | 148                                                          | 148                                                          |
| 1975 | 1975                                                         |                                                              | 151                                                          | 151                                                          |
| 1982 | 1982                                                         |                                                              | 180                                                          | 180                                                          |
| 1990 | 1990                                                         |                                                              | 170                                                          | 170                                                          |
| 1999 | 1999                                                         |                                                              | 210                                                          | 210                                                          |
| 2006 | 2006                                                         |                                                              | 262                                                          | 262                                                          |
| 2011 | 2011                                                         |                                                              | 250                                                          | 250                                                          |
| 2016 | 2016                                                         |                                                              | 268                                                          | 268                                                          |
| Quelle(n): EHESS/Cassini bis 1999, INSEE ab 2006 Anmerkung(en): Ab 1962 offizielle Zahlen ohne Einwohner mit Zweitwohnsitz |                                                              |                                                              |                                                              |                                                              |

## Sehenswürdigkeiten
- Schloss Saint-Maurice-Thizouaille aus dem 14. Jahrhundert, seit 1981 teilweise als Monument historique eingeschrieben
- Kirche Saint-Maurice

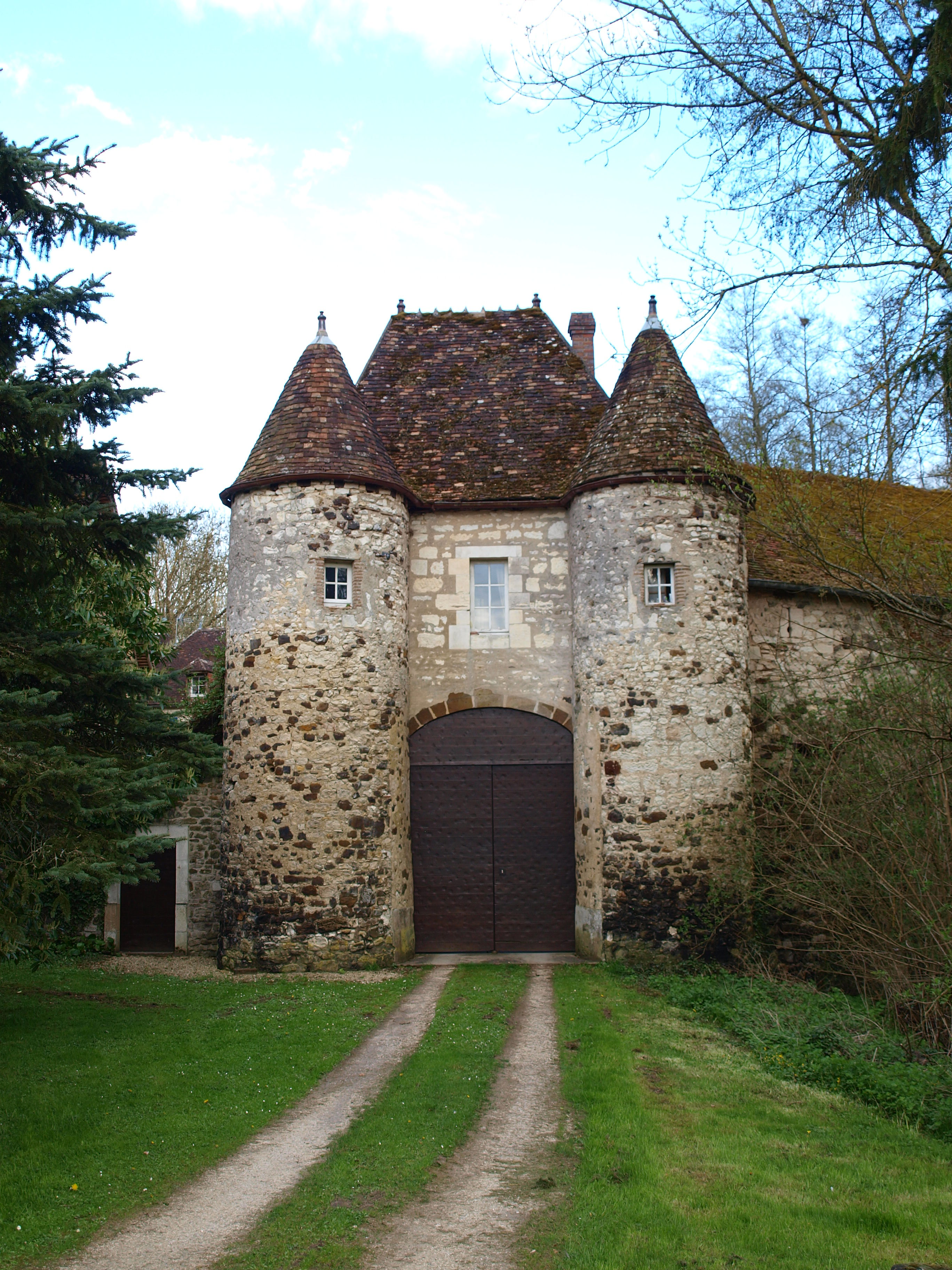
Schloss Saint-Maurice-Thizouaille
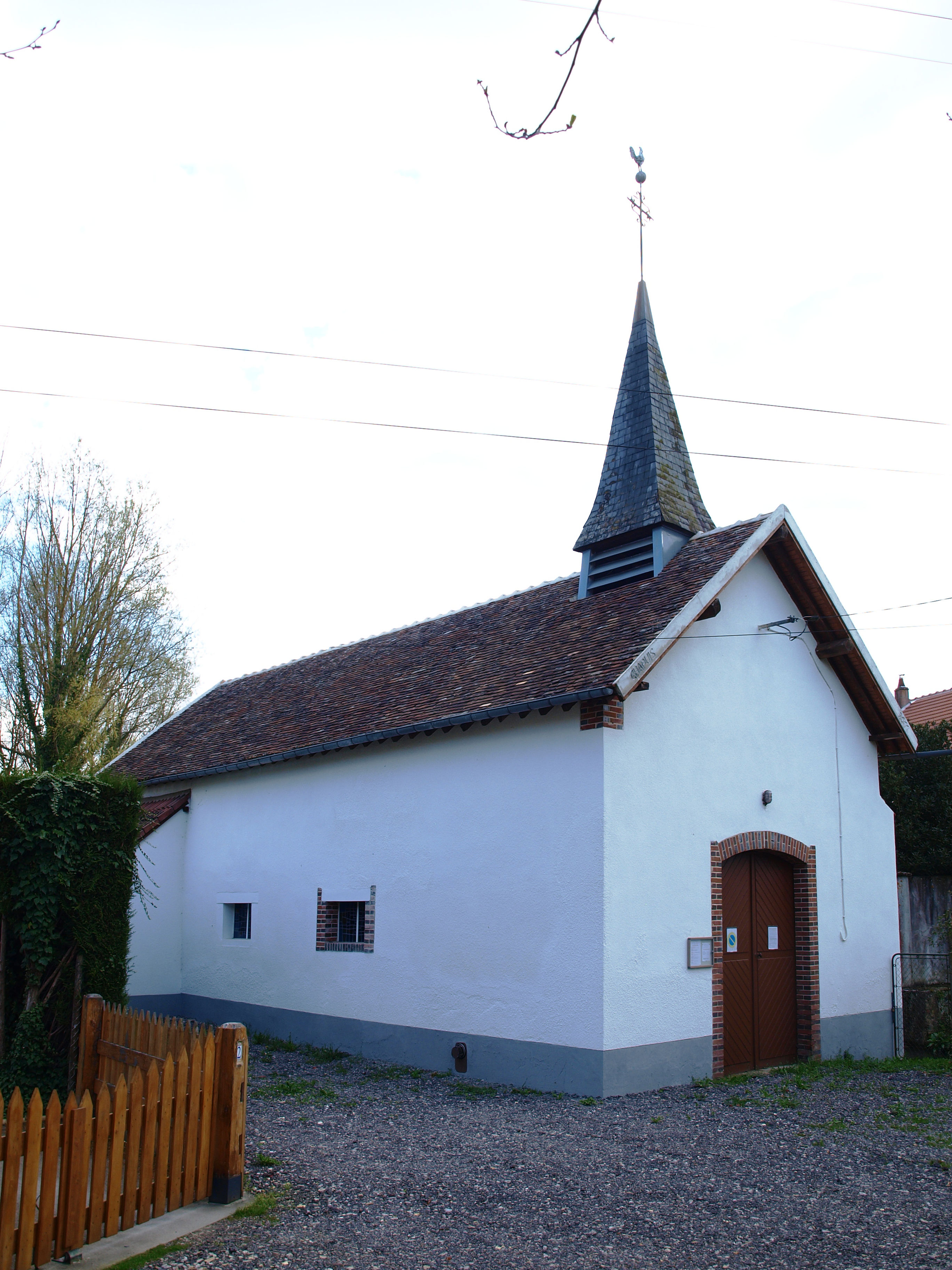
Kirche Saint-Maurice

## Persönlichkeiten
- Tristan de Salazar, Erzbischof von Sens, * um 1431 in Saint-Maurice-Thizouaille